# Bergischer Handball-Club 06
Maillots
Dernière mise à jour : 4 décembre 2024.
Le Bergischer Handball-Club 06 est un club allemand de handball situé dans les villes de Wuppertal et Solingen en Rhénanie-du-Nord-Westphalie. Fondé en 2006 par la fusion du LTV Wuppertal et du SG Solingen, le club joue ses matchs à domicile en alternance entre les villes de Wuppertal (Uni-Halle) et de Solingen (Klingenhalle).
Après avoir évolué de nombreuses saisons en 1. Bundesliga, le club est redescendu en 2. Bundesliga pour la saison 2024-2025.

## Histoire

### Avant 2006: le LTV Wuppertal et le SG Solingen
Le LTV Wuppertal et le SG Solingen sont les clubs de handball ayant le mieux réussi dans le Pays de Berg, avec notamment quelques saisons en Bundesliga à la fin des années 1990 et au début des années 2000.
Promu en Bundesliga en 1996, le HC Wuppertal y évolue pendant quatre saisons autour de joueurs tels Henning Wiechers, Dimitri Filippov, Ólafur Stefánsson, Dagur Sigurðsson, Alexandru Dedu et Bruno Martini ou encore de Bob Hanning (de), élu entraîneur de la saison 2000-2001. Pourtant, le club est relégué à l'issue de cette saison-là et est contraint de rejoindre la Regionalliga (3e division) et de renouveler ses structures. Si ce renouveau a porté ses fruits avec une accession en 2. Bundesliga en 2004, le club est à nouveau relégué en Regionalliga à l'issue de la saison 2005-2006.
De son côté, le Sportring Höhscheid-Solingen connait un tournant en 1995 avec l'arrivée de Bob Hanning (de) qui a remporté un an plus tôt le championnat d'Allemagne jeune avec le TUSEM Essen. Celui-ci emmène dans ses valises deux des jeunes joueurs les plus talentueux d'Essen : Torsten Jansen et Florian Kehrmann. Consécutivement, le club accède à la 2. Bundesliga à l'issue de la saison 1995-1996 puis à la Bundesliga à l'issue de la saison 1999-2000. Entre-temps, le club a fusionné avec le PSV Solingen en 1998 et a alors pris le nom de SG Solingen, ses ambitions étant illustrées par les recrutements de Laurent Munier en 1998 et de Dimitri Torgovanov en 1999. Évoluant pendant deux saisons dans l'élite du handball Allemand, le club est relégué en 2002 en 2. Bundesliga où il évolue jusqu'en 2006.

### Depuis 2006: le Bergischer HC
Lors de la saison 2005-2006, Stefan Adam, alors directeur de LTV Wuppertal et plus tard du Bergischer HC, entame des négociations secrètes de fusion entre les deux clubs. Un accord est finalement trouvé mais est rejeté par les responsables et les fans de Wuppertal. Ainsi Adam ne parvient qu'à aboutir à une fusion partielle, limitée au transfert du management, de l'effectif et du sponsor principal de la LTV vers le SG Solingen. Le club prend alors le nom de Bergischer HC en référence au Pays de Berg, la région d'altitude de la Rhénanie-du-Nord-Westphalie située entre les villes de Remscheid, Solingen et Wuppertal.
Dès la fusion en 2006, l'objectif du club est de monter en Bundesliga mais lors de ses trois premières saisons, le club échoue aux portes de l'élite, terminant deux fois troisième lors de la saison 2006-2007 et 2008-2009 et cinquième lors de la saison 2007-2008.
Mais lors d'une remarquable saison 2009-2010, le Bergischer HC termine deuxième de la poule sud derrière le TSG Friesenheim et doit jouer un match de barrage en aller-retour pour la montée face au TV Emsdetten. Défaits 27 à 32 lors du match aller à Emsdetten, le club remporte le match retour à domicile 37 à 36 mais ne rattrape pas son retard et n'accède donc pas à la 1. Bundesliga. La saison suivante, le club est sacré champion de 2. Bundesliga de l'édition 2010-2011 et accède ainsi à l'élite.
La première saison du Bergischer HC en 1. Bundesliga se solde par une seizième place, synonyme de relégation et donc de retour en 2. Bundesliga. Un retour dans l'antichambre de l'élite allemande qui est de courte durée puisque le club est déclaré pour la deuxième fois champion de 2. Bundesliga avec trois points d'avance sur le TV Emsdetten.
De retour dans l'élite, le club parvient à se maintenir en terminant à la quinzième place lors de la saison 2013-2014 puis à la quatorzième place lors de la saison 2014-2015.

### Parcours
| Saison    | Niveau | Rang      | Coupe d'Allemagne  |
| --------- | ------ | --------- | ------------------ |
| 2006-2007 | 2      | 3e        | Troisième tour     |
| 2007-2008 | 2      | 5e        | Premier tour       |
| 2008-2009 | 2      | 3e        | Deuxième tour      |
| 2009-2010 | 2      | 2e        | Quart de finale    |
| 2010-2011 | 2      | 1er (Sud) | Huitième de finale |
| 2011-2012 | 1      | 16e       | Troisième tour     |
| 2012-2013 | 2      | 1er       | Troisième tour     |
| 2013-2014 | 1      | 15e       | Deuxième tour      |
| 2014-2015 | 1      | 14e       | Deuxième tour      |
| 2015-2016 | 1      | 12e       | Demi finale        |
| 2016-2017 | 1      | 16e       | Huitième de finale |
| 2017-2018 | 2      | 1er       | Huitième de finale |
| 2018-2019 | 1      | 7e        | Huitième de finale |
| 2019-2020 | 1      | 13e       | Huitième de finale |
| 2020-2021 | 1      | 12e       | N/A                |
| 2021-2022 | 1      | 11e       | Huitième de finale |
| 2022-2023 | 1      | 12e       | Huitième de finale |
| 2023-2024 | 1      | 17e       | Huitième de finale |
| 2024-2025 | 2      | en cours  | en cours           |

## Palmarès
- Vainqueur de la 2. Bundesliga (3) : 2011, 2013 et 2018.

## Effectif actuel
L'effectif pour la saison 2024-2025 est :
- 1 Christopher Rudeck
- 16 Lukas Diedrich
- 2 Noah Beyer
- 4 Elias Scholtes
- 6 Sören Servos
- 11 Djibril M’Bengue
- 13 Robin Granlund
- 14 Gerdas Babarskas
- 18 Yannick Fraatz
- 19 Tomáš Babák
- 20 Belal Ibrahim Massoud
- 22 Tjörvi Týr Gíslason
- 23 Joshua Thiele
- 33 Eloy Morante Maldonado
- 46 Julian Fuchs
- 49 Aron Seesing
- 77 Johannes Wasielewski

Entraîneurs
- Arnór Þór Gunnarsson
- Markus Pütz

## Personnalités liées au club
| LTV Wuppertal - Michael Biegler : entraîneur de 1985 à 1989 - Dimitri Filippov : joueur de 1996 à 2001 - Alexandru Dedu : joueur de 1999 à 2000 - Valdimar Grímsson : joueur de 1998 à 2000 - Chrischa Hannawald : joueur de 1997 à 2000 - Bruno Martini : joueur de 1999 à 2000 - Raoul Prandi : joueur de 1998 à 1999 puis en 2000 - Mirza Šarić : joueur de 1998 à 1999 - Dagur Sigurðsson : joueur de 1996 à 2000 - Geir Sveinsson : joueur de 1997 à 1999 SG Solingen - Torsten Jansen : joueur de 1995 à 2001 - Florian Kehrmann : joueur de 1995 à 1999 - Laurent Munier : joueur de 1998 à 1999 - Robert Nijdam : joueur de 2000 à 2003 - Dimitri Torgovanov : joueur de 1999 à 2001 | Bergischer HC 06 - Tomáš Babák : joueur depuis 2016 - Fabian Böhm : joueur de 2011 à 2012 - Rafael Baena González : joueur de 2018 à 2020 - Max Darj : joueur de 2017 à 2022 - Björgvin Páll Gústavsson : joueur de 2013 à 2017 - Arnór Þór Gunnarsson : joueur de 2012 à 2022 - Rúnar Kárason : joueur de 2011 à 2012 - Tomáš Mrkva (de) : joueur de 2019 à 2022 - Hendrik Pekeler : joueur de 2010 à 2012 - Viktor Szilágyi : joueur de 2012 à 2017 - Jiří Vítek : joueur de 2007 à 2013 - Patrick Wiencek : joueur de 2007 à 2008 |

## Infrastructures
Le club joue principalement ses matchs dans l'Uni-Halle (2 982 places) située à Wuppertal et la Klingenhalle (2 491 places) située à Solingen. Ponctuellement, il peut jouer certains matchs à Düsseldorf dans l'ISS Dome (11 512 places) ou la Mitsubishi Electric Halle (en) (4 300 places)
Avant 2011, le club évoluait dans la Bayer-Sporthalle Wuppertal qui possède une capacité de 2 300 places.